# ジョン・テューダー
ジョン・トマス・テューダー（John Thomas Tudor, 1954年2月2日 - ）は、アメリカ合衆国・ニューヨーク州スケネクタディ出身の元プロ野球選手（投手）。

## 経歴
1975年のMLBドラフトでニューヨーク・メッツから21巡目に指名を受けるが契約せず。1976年1月の二次ドラフトでボストン・レッドソックスから3巡目に指名を受け入団。1979年8月16日のシカゴ・ホワイトソックス戦でメジャーデビュー。1980年は6月後半に昇格して8勝5敗・防御率3.02を記録。1981年は4勝に留まるが、1982年はシーズン初登板となった4月11日のボルチモア・オリオールズ戦でメジャー初完封を達成するなど先発に定着し、13勝10敗・防御率3.63を記録。1983年も13勝12敗・防御率4.09の成績を残す。12月6日にマイク・イースラーとの交換トレードでピッツバーグ・パイレーツへ移籍。
1984年は12勝11敗・防御率3.27を記録。12月12日にジョージ・ヘンドリックらとの交換トレードで、ブライアン・ハーパーと共にセントルイス・カージナルスへ移籍。
1985年は、5月終了時点で防御率は3.74ながら1勝7敗と苦しんだが、そこから9連勝。1敗の後今度は11連勝を記録。特に9月の活躍は圧巻で、9月1日、9月6日と連続完封勝利。9月11日は激しく地区優勝を争っていたメッツと対戦してドワイト・グッデンと投げ合い、互いに譲らず0-0のまま延長戦に突入。グッデンは9回で降板し、10回表にリリーフのジェシー・オロスコから本塁打で1点を奪う。テューダーはその裏も投げて0点に抑え、3試合連続完封勝利をマーク。9月26日も完封勝利を挙げて月間4完封を達成。10月1日のメッツ戦でも再び10回まで0点に抑えたが、打線もロン・ダーリングに抑えられ、11回にリリーフ投手が打たれて勝利投手にはなれなかった。結局6月以降は20勝1敗・防御率1.16という凄まじい成績を残し、シーズン通算では21勝8敗・防御率1.93・WHIP0.94、メジャートップの10完封を記録、チームの地区優勝に大きく貢献した。シーズン10完封は1975年にボルチモア・オリオールズのジム・パーマーが記録して以来10年ぶりであった。これ以後、シーズン10完封を記録した投手は2016年終了時点でいない。現在は投手の分業制の影響で完投自体が2桁に達することも滅多になく、1990年以後では最高でもシーズン5完封であり、同年のテューダーがメジャー最後のシーズン10完封となる可能性は高い。
ロサンゼルス・ドジャースとのリーグチャンピオンシップシリーズでは第1戦に先発するが、6回途中4失点で敗戦投手。第2戦も敗れて連敗スタートとなったが、第3戦勝利の後の第4戦に先発し、7回1失点で勝利投手となり、タイに戻した。チームは第5・6戦と連勝して3年ぶりのリーグ優勝を果たした。カンザスシティ・ロイヤルズとのワールドシリーズでは第1戦で勝利投手となり、第4戦では5安打完封で3勝1敗とし、ワールドシリーズ制覇まであと1勝とする。しかし、9回表終了時にリードしていた第6戦は一塁塁審ドン・デンキンガーの「世紀の誤審」もあって敗れ、3勝3敗のタイとなる。そのデンキンガーが球審を務めた第7戦で先発したが、3回途中5失点で降板。試合はカージナルスの監督ホワイティ・ハーゾグと、リリーフのウォーキーン・アンドゥハーが退場となる等荒れ模様となり、打線もブレット・セイバーヘイゲンに完封されて0-11で大敗し、ワールドチャンピオンを逃した。サイ・ヤング賞の投票では、24勝4敗・防御率1.53・268奪三振を記録したグッデンに次ぐ2位に入った。
1986年は開幕投手を務め、前年から続く連勝を14まで伸ばしたが、前年ほどの勢いはなく13勝7敗・防御率2.92。1987年は4月のメッツ戦で、ファウルフライを追ってベンチに突っ込んだメッツの捕手バリー・ライオンズと激突して足を骨折し、離脱。そのため16試合の登板に留まるが、8月に復帰して8勝を挙げ、シーズン通算で10勝2敗を記録しチームのリーグ優勝に貢献。サンフランシスコ・ジャイアンツとのリーグチャンピオンシップシリーズでは第2戦に先発し、8回5失点（自責点3）で敗戦投手となったが、2勝3敗で迎えた第6戦で8回途中無失点で勝利投手となる。チームは第7戦に勝利してリーグ優勝。ミネソタ・ツインズとのワールドシリーズでは第3戦で7回1失点で勝利投手となるが、3勝2敗と王手をかけた第6戦では5回途中6失点で敗戦投手。チームは第7戦も敗れ、またしてもワールドシリーズ制覇を逃した。1988年は故障で出遅れるものの好調を維持し、8月10日までで防御率2.29をマークしたが、ボブ・ホーナーの不調・故障等もあって打線の援護が乏しく、6勝5敗。フェルナンド・バレンズエラの故障で先発左腕投手の補強を急務とするロサンゼルス・ドジャースとカージナルスの利害が一致し、8月16日にペドロ・ゲレーロとの交換トレードで移籍。
移籍後に4勝を挙げ、シーズン通算で10勝8敗・防御率2.32を記録し、チームは3年ぶりの地区優勝。メッツとのリーグチャンピオンシップシリーズでは、1勝2敗で迎えた敵地シェイ・スタジアムでの第4戦に先発し、グッデンと対戦するが6回途中4失点で降板。8回を終わって2-4とリードを許し、メッツが王手をかけると思われたが、9回表にレギュラーシーズンで3本塁打のマイク・ソーシアが、同じく被本塁打8のグッデンから起死回生の同点2ランホームランを放ち延長戦に突入。ドジャースは延長12回の死闘を制してタイに持ち込む。第7戦でオーレル・ハーシュハイザーが完封勝利を挙げてリーグ優勝を果たした。オークランド・アスレティックスとのワールドシリーズでは第3戦に先発したが、肩を痛めて2回途中で降板。チームは予想を覆して4勝1敗でアスレティックスを下し、自身初のワールドシリーズ制覇を果たした。1989年は肩・肘の故障に苦しみ、6試合の登板で0勝に終わる。オフにフリーエージェントとなり、12月14日に古巣カージナルスと契約。
1990年は復活を果たし、4月に4勝0敗・防御率0.96をマーク。地区最下位に沈んだチームにあって、12勝4敗・防御率2.40の好成績を残しカムバック賞を受賞するが、同年限りで現役を引退。

## 詳細情報

### 年度別投手成績
| 年 度      | 球 団      | 登 板 | 先 発 | 完 投 | 完 封 | 無 四 球 | 勝 利 | 敗 戦 | セ 丨 ブ | ホ 丨 ル ド | 勝 率 | 打 者 | 投 球 回 | 被 安 打 | 被 本 塁 打 | 与 四 球 | 敬 遠 | 与 死 球 | 奪 三 振 | 暴 投 | ボ 丨 ク | 失 点 | 自 責 点 | 防 御 率 | W H I P |
| ---------- | ---------- | ----- | ----- | ----- | ----- | -------- | ----- | ----- | -------- | ----------- | ----- | ----- | -------- | -------- | ----------- | -------- | ----- | -------- | -------- | ----- | -------- | ----- | -------- | -------- | ------- |
| 1979       | BOS        | 6     | 6     | 1     | 0     | 0        | 1     | 2     | 0        | --          | .333  | 128   | 28.0     | 39       | 2           | 9        | 1     | 0        | 11       | 0     | 0        | 23    | 20       | 6.43     | 1.71    |
| 1980       | BOS        | 16    | 13    | 5     | 0     | 0        | 8     | 5     | 0        | --          | .615  | 382   | 92.1     | 81       | 4           | 31       | 1     | 3        | 45       | 1     | 0        | 35    | 31       | 3.02     | 1.21    |
| 1981       | BOS        | 18    | 11    | 2     | 0     | 0        | 4     | 3     | 1        | --          | .571  | 331   | 78.2     | 74       | 11          | 28       | 1     | 3        | 44       | 1     | 1        | 44    | 40       | 4.58     | 1.30    |
| 1982       | BOS        | 32    | 30    | 6     | 1     | 1        | 13    | 10    | 0        | --          | .565  | 847   | 195.2    | 215      | 20          | 59       | 3     | 8        | 146      | 0     | 2        | 90    | 79       | 3.63     | 1.40    |
| 1983       | BOS        | 34    | 34    | 7     | 2     | 1        | 13    | 12    | 0        | --          | .520  | 1022  | 242.0    | 236      | 32          | 81       | 3     | 4        | 136      | 8     | 2        | 122   | 110      | 4.09     | 1.31    |
| 1984       | PIT        | 32    | 32    | 6     | 1     | 2        | 12    | 11    | 0        | --          | .522  | 881   | 212.0    | 200      | 19          | 56       | 2     | 1        | 117      | 1     | 1        | 81    | 77       | 3.27     | 1.21    |
| 1985       | STL        | 36    | 36    | 14    | 10    | 5        | 21    | 8     | 0        | --          | .724  | 1062  | 275.0    | 209      | 14          | 49       | 4     | 5        | 169      | 4     | 0        | 68    | 59       | 1.93     | 0.94    |
| 1986       | STL        | 30    | 30    | 3     | 0     | 0        | 13    | 7     | 0        | --          | .650  | 879   | 219.0    | 197      | 22          | 53       | 5     | 1        | 107      | 2     | 1        | 81    | 71       | 2.92     | 1.14    |
| 1987       | STL        | 16    | 16    | 0     | 0     | 0        | 10    | 2     | 0        | --          | .833  | 405   | 96.0     | 100      | 11          | 32       | 1     | 1        | 54       | 1     | 0        | 43    | 41       | 3.84     | 1.38    |
| 1988       | STL        | 21    | 21    | 4     | 1     | 2        | 6     | 5     | 0        | --          | .545  | 578   | 145.1    | 131      | 5           | 31       | 7     | 1        | 55       | 0     | 1        | 44    | 37       | 2.29     | 1.11    |
| 1988       | LAD        | 9     | 9     | 1     | 0     | 0        | 4     | 3     | 0        | --          | .571  | 216   | 52.1     | 58       | 5           | 10       | 0     | 0        | 32       | 0     | 2        | 16    | 14       | 2.41     | 1.30    |
| '88計      | LAD        | 30    | 30    | 5     | 1     | 2        | 10    | 8     | 0        | --          | .556  | 794   | 197.2    | 189      | 10          | 41       | 7     | 1        | 87       | 0     | 3        | 60    | 51       | 2.32     | 1.16    |
| 1989       | LAD        | 6     | 3     | 0     | 0     | 0        | 0     | 0     | 0        | --          | ----  | 62    | 14.1     | 17       | 1           | 6        | 0     | 0        | 9        | 0     | 0        | 5     | 5        | 3.14     | 1.60    |
| 1990       | STL        | 25    | 22    | 1     | 1     | 0        | 12    | 4     | 0        | --          | .750  | 575   | 146.1    | 120      | 10          | 30       | 4     | 2        | 63       | 0     | 0        | 48    | 39       | 2.40     | 1.03    |
| 通算：12年 | 通算：12年 | 281   | 263   | 50    | 16    | 11       | 117   | 72    | 1        | --          | .619  | 7368  | 1797.0   | 1677     | 156         | 475      | 32    | 29       | 988      | 18    | 10       | 700   | 623      | 3.12     | 1.20    |

- 各年度の太字はリーグ最高

### 獲得タイトル・表彰・記録
- カムバック賞 1回：1990年